# طواف العلا 2025
طواف العلا 2025 هو سباق دراجات هوائية من فئة 2.1، وهو الموسم الخامس من طواف السعودية، وأقيم خلال الفترة من 28 يناير 2025، وحتى 1 فبراير 2025.
فاز بالمركز الأول وفي ترتيب النقاط توم بيدكوك، وفاز بالمركز الثاني Fredrik Dversnes ‏، وفاز بالمركز الثالث وفي ترتيب النقاط للشباب يوهانس كولسيت ‏، وفاز في ترتيب الفرق 2025 Uno-X Mobility ‏.

## الفرق
| فرق عالمية (6)- Team Jayco AlUla - Soudal Quick-Step - UAE Team Emirates XRG - Team Picnic-PostNL - Bahrain-Victorious - XDS Astana Team فرق برو (7)- فريق الدراجات Q36.5 ‏ - سويس ريسينغ أكادمي ‏ - أونو-إكس موبيليتي ‏ - Equipo Kern Pharma ‏ - Team TotalEnergies - كاجا رورال-سيغوروس 2025 ‏ - بنجوال باوليز ساوكس دبليو بي ‏ فرق قارية (3)- JCL Team Ukyo ‏ - تيرينجانو سايكلنج تيم ‏ - Roojai Insurance (cycling team) ‏ فريق وطني- فريق السعودية لركوب الدراجات‏ |  |
| |  |

## المراحل
| قائمة المراحل | قائمة المراحل | قائمة المراحل                                             | قائمة المراحل | قائمة المراحل | قائمة المراحل   | قائمة المراحل |
| المرحلة       | التاريخ       | الدورة                                                    |               | المسافة (كم)  | الفائز بالمرحلة | القائد العام  |
| ------------- | ------------- | --------------------------------------------------------- | ------------- | ------------- | --------------- | ------------- |
| المرحلة 1     | 28 يناير      | Al Manshiyah Train Station ‏ – Al Manshiyah Train Station ‏ | مرحلة مستوية  | 142٫7         | تيم ميرلير      | تيم ميرلير    |
| المرحلة 2     | 29 يناير      | البلدة القديمة – Bir Jaydah Mountain Wirkah ‏              | مرحلة جبلية   | 157٫7         | توم بيدكوك      | توم بيدكوك    |
| المرحلة 3     | 30 يناير      | مدائن صالح – Tayma Fort ‏                                  | مرحلة مستوية  | 180٫6         | تيم ميرلير      | توم بيدكوك    |
| المرحلة 4     | 31 يناير      | Maraya ‏ – Skyviews of Harrat Uwayrid ‏                     | مرحلة جبلية   | 140٫9         | توم بيدكوك      | توم بيدكوك    |
| المرحلة 5     | 1 فبراير      | AlUla Camel Cup Track ‏ – AlUla Camel Cup Track ‏           | مرحلة مستوية  | 169٫6         | ماتيو موشيتي    | توم بيدكوك    |

## النتيجة

### مرحلة 1
هي مرحلة مستوية، أقيمت في 28 يناير 2025، وامتدّت لمسافة 142.7 كيلومتر. فاز بالمركز الأول، وتصدر ترتيب النقاط للشباب وترتيب النقاط والترتيب العام في نهاية المرحلة تيم ميرلير، وتصدر ترتيب الفرق 2025 Team Jayco AlUla ‏.
| التصنيف العام | التصنيف العام        | التصنيف العام                 | التصنيف العام  | التصنيف العام |
| العداء        | العداء               | الفريق                        | الوقت          |               |
| ------------- | -------------------- | ----------------------------- | -------------- | ------------- |
| 1             | تيم ميرلير           | Soudal Quick-Step             | 31 س 41 د 51 ث |               |
| 2             | خوان سباستيان مولانو | UAE Team Emirates XRG         | + 4 ث          |               |
| 3             | Maikel Zijlaard ‏     | سويس ريسينغ أكادمي ‏           | + 6 ث          |               |
| 4             | Fredrik Dversnes ‏    | أونو اكس برو سايكلنج تيم ‏     | + 7 ث          |               |
| 5             | Jens Reynders ‏       | بنجوال باوليز ساوكس دبليو بي ‏ | + 8 ث          |               |
| 6             | فرانك فان دن بروك ‏   | Team Picnic-PostNL            | + 9 ث          |               |
| 7             | ماتيو موشيتي         | فريق الدراجات Q36.5 ‏          | + 10 ث         |               |
| 8             | ديلان جروينويغن      | Team Jayco AlUla              | + 10 ث         |               |
| 9             | ماكس والشيد          | Team Jayco AlUla              | + 10 ث         |               |
| 10            | بيير باربييه         | بنجوال باوليز ساوكس دبليو بي ‏ | + 10 ث         |               |
|               |                      |                               |                |               |
|               |                      |                               |                |               |

### مرحلة 2
هي مرحلة جبلية، أقيمت في 29 يناير 2025، وامتدّت لمسافة 157.7 كيلومتر. فاز بالمركز الأول، وتصدر الترتيب العام في نهاية المرحلة وترتيب النقاط توم بيدكوك، وتصدر ترتيب الفرق 2025 Uno-X Mobility ‏، وتصدر ترتيب النقاط للشباب Ådne Holter ‏.
| التصنيف العام | التصنيف العام      | التصنيف العام             | التصنيف العام | التصنيف العام |
| العداء        | العداء             | الفريق                    | الوقت         |               |
| ------------- | ------------------ | ------------------------- | ------------- | ------------- |
| 1             | توم بيدكوك         | فريق الدراجات Q36.5 ‏      | 6 س 28 د 26 ث |               |
| 2             | Rainer Kepplinger ‏ | Bahrain Victorious        | + 8 ث         |               |
| 3             | Alan Hatherly ‏     | Team Jayco AlUla          | + 13 ث        |               |
| 4             | إدوارد دنبر        | Team Jayco AlUla          | + 28 ث        |               |
| 5             | Stefan de Bod ‏     | تيرينجانو سايكلنج تيم ‏    | + 31 ث        |               |
| 6             | Fredrik Dversnes ‏  | أونو اكس برو سايكلنج تيم ‏ | + 34 ث        |               |
| 7             | Yannis Voisard ‏    | سويس ريسينغ أكادمي ‏       | + 37 ث        |               |
| 8             | Ådne Holter ‏       | أونو اكس برو سايكلنج تيم ‏ | + 44 ث        |               |
| 9             | فرانك فان دن بروك ‏ | Team Picnic-PostNL        | + 48 ث        |               |
| 10            | Unai Iribar ‏       | Equipo Kern Pharma ‏       | + 50 ث        |               |
|               |                    |                           |               |               |
|               |                    |                           |               |               |

### مرحلة 3
هي مرحلة مستوية، أقيمت في 30 يناير 2025، وامتدّت لمسافة 180.6 كيلومتر. فاز بالمركز الأول، وتصدر ترتيب النقاط تيم ميرلير، وتصدر ترتيب الفرق 2025 Uno-X Mobility ‏، وتصدر ترتيب النقاط للشباب Ådne Holter ‏، وتصدر الترتيب العام في نهاية المرحلة توم بيدكوك.
| التصنيف العام | التصنيف العام       | التصنيف العام             | التصنيف العام  | التصنيف العام |
| العداء        | العداء              | الفريق                    | الوقت          |               |
| ------------- | ------------------- | ------------------------- | -------------- | ------------- |
| 1             | توم بيدكوك          | فريق الدراجات Q36.5 ‏      | 10 س 44 د 49 ث |               |
| 2             | Rainer Kepplinger ‏  | Bahrain Victorious        | + 8 ث          |               |
| 3             | Alan Hatherly ‏      | Team Jayco AlUla          | + 13 ث         |               |
| 4             | Fredrik Dversnes ‏   | أونو اكس برو سايكلنج تيم ‏ | + 34 ث         |               |
| 5             | Yannis Voisard ‏     | سويس ريسينغ أكادمي ‏       | + 37 ث         |               |
| 6             | Ådne Holter ‏        | أونو اكس برو سايكلنج تيم ‏ | + 44 ث         |               |
| 7             | فرانك فان دن بروك ‏  | Team Picnic-PostNL        | + 48 ث         |               |
| 8             | Calum Johnston ‏     | كاجا رورال-سيغوروس ‏       | + 50 ث         |               |
| 9             | Max van der Meulen ‏ | Bahrain Victorious        | + 50 ث         |               |
| 10            | يوهانس كولسيت ‏      | أونو اكس برو سايكلنج تيم ‏ | + 50 ث         |               |
|               |                     |                           |                |               |
|               |                     |                           |                |               |

### مرحلة 4
هي مرحلة جبلية، أقيمت في 31 يناير 2025، وامتدّت لمسافة 140.9 كيلومتر. فاز بالمركز الأول، وتصدر الترتيب العام في نهاية المرحلة وترتيب النقاط توم بيدكوك، وتصدر ترتيب الفرق 2025 Uno-X Mobility ‏، وتصدر ترتيب النقاط للشباب يوهانس كولسيت ‏.
| التصنيف العام | التصنيف العام        | التصنيف العام             | التصنيف العام  | التصنيف العام |
| العداء        | العداء               | الفريق                    | الوقت          |               |
| ------------- | -------------------- | ------------------------- | -------------- | ------------- |
| 1             | توم بيدكوك           | فريق الدراجات Q36.5 ‏      | 13 س 54 د 22 ث |               |
| 2             | Rainer Kepplinger ‏   | Bahrain Victorious        | + 29 ث         |               |
| 3             | Alan Hatherly ‏       | Team Jayco AlUla          | + 32 ث         |               |
| 4             | Fredrik Dversnes ‏    | أونو اكس برو سايكلنج تيم ‏ | + 1 د 11 ث     |               |
| 5             | يوهانس كولسيت ‏       | أونو اكس برو سايكلنج تيم ‏ | + 1 د 13 ث     |               |
| 6             | Yannis Voisard ‏      | سويس ريسينغ أكادمي ‏       | + 1 د 14 ث     |               |
| 7             | Ådne Holter ‏         | أونو اكس برو سايكلنج تيم ‏ | + 1 د 21 ث     |               |
| 8             | فرانك فان دن بروك ‏   | Team Picnic-PostNL        | + 1 د 25 ث     |               |
| 9             | Max van der Meulen ‏  | Bahrain Victorious        | + 1 د 27 ث     |               |
| 10            | Alessandro Fancellu ‏ | JCL Team Ukyo ‏            | + 1 د 38 ث     |               |
|               |                      |                           |                |               |
|               |                      |                           |                |               |

### مرحلة 5
هي مرحلة مستوية، أقيمت في 1 فبراير 2025، وامتدّت لمسافة 169.6 كيلومتر. فاز بالمركز الأول ماتيو موشيتي، وتصدر ترتيب الفرق 2025 Uno-X Mobility ‏، وتصدر الترتيب العام في نهاية المرحلة وترتيب النقاط توم بيدكوك، وتصدر ترتيب النقاط للشباب يوهانس كولسيت ‏.

## المشاركون
| Team Jayco AlUla JAY | Team Jayco AlUla JAY   | Team Jayco AlUla JAY |
| -------------------- | ---------------------- | -------------------- |
| م                    | عداء                   | مرتبة                |
| 1                    | ديلان جروينويغن (طريق) |                      |
| 2                    | إدوارد دنبر            |                      |
| 3                    | باتريك غامبر           |                      |
| 4                    | Alan Hatherly ‏         |                      |
| 5                    | لوكا ميزجيك            |                      |
| 6                    | Elmar Reinders ‏        |                      |
| 7                    | ماكس والشيد            |                      |

| Soudal Quick-Step SOQ | Soudal Quick-Step SOQ | Soudal Quick-Step SOQ |
| --------------------- | --------------------- | --------------------- |
| م                     | عداء                  | مرتبة                 |
| 11                    | تيم ميرلير (طريق)     |                       |
| 12                    | Ayco Bastiaens ‏       |                       |
| 13                    | توماس بسنتي ‏          |                       |
| 14                    | Warre Vangheluwe ‏     |                       |
| 15                    | Bert Van Lerberghe ‏   |                       |
| 16                    | Jonathan Vervenne ‏    |                       |
| 17                    | Jordi Warlop ‏         |                       |

| UAE Team Emirates XRG UAD | UAE Team Emirates XRG UAD | UAE Team Emirates XRG UAD |
| ------------------------- | ------------------------- | ------------------------- |
| م                         | عداء                      | مرتبة                     |
| 21                        | رافال مايكا               |                           |
| 22                        | إيفو أوليفيرا             |                           |
| 23                        | ميكيل بيرج                |                           |
| 24                        | خوان سباستيان مولانو      |                           |
| 25                        | Adrià Pericas ‏            |                           |
| 26                        | Anže Ravbar‏               |                           |
| 27                        | Gibbe Staes‏               | لم يبدأ-3                 |

| فريق الدراجات Q36.5 ‏ Q36 | فريق الدراجات Q36.5 ‏ Q36 | فريق الدراجات Q36.5 ‏ Q36 |
| ------------------------ | ------------------------ | ------------------------ |
| م                        | عداء                     | مرتبة                    |
| 31                       | توم بيدكوك               |                          |
| 32                       | Xabier Azparren ‏         |                          |
| 33                       | فريدريك فريزون           |                          |
| 34                       | Emīls Liepiņš ‏           |                          |
| 35                       | ماتيو موشيتي             |                          |
| 36                       | Nicolò Parisini ‏         |                          |
| 37                       | Nickolas Zukowsky ‏       |                          |

| سويس ريسينغ أكادمي ‏ TUD | سويس ريسينغ أكادمي ‏ TUD   | سويس ريسينغ أكادمي ‏ TUD |
| ----------------------- | ------------------------- | ----------------------- |
| م                       | عداء                      | مرتبة                   |
| 41                      | أرفيد دي كلاين ‏           |                         |
| 42                      | Sebastian Kolze Changizi ‏ |                         |
| 43                      | Aivaras Mikutis ‏          |                         |
| 44                      | Roland Thalmann ‏          |                         |
| 45                      | Yannis Voisard ‏           |                         |
| 46                      | Maikel Zijlaard ‏          |                         |

| Team Picnic-PostNL TPP | Team Picnic-PostNL TPP | Team Picnic-PostNL TPP |
| ---------------------- | ---------------------- | ---------------------- |
| م                      | عداء                   | مرتبة                  |
| 51                     | فابيو جاكوبسن          |                        |
| 52                     | جون ديجينكولب          |                        |
| 53                     | Nils Eekhoff ‏          | لم يكمل السباق-3       |
| 54                     | Enzo Leijnse ‏          |                        |
| 55                     | Niklas Märkl ‏          |                        |
| 56                     | فرانك فان دن بروك ‏     |                        |
| 57                     | Casper van Uden ‏       |                        |

| أونو-إكس موبيليتي ‏ UXM | أونو-إكس موبيليتي ‏ UXM | أونو-إكس موبيليتي ‏ UXM |
| ---------------------- | ---------------------- | ---------------------- |
| م                      | عداء                   | مرتبة                  |
| 61                     | ألكسندر كريستوف        |                        |
| 62                     | جوناس إبراهمسين ‏       |                        |
| 63                     | Fredrik Dversnes ‏      |                        |
| 64                     | Ådne Holter ‏           |                        |
| 65                     | يوهانس كولسيت ‏         |                        |
| 66                     | Magnus Kulset ‏         |                        |
| 67                     | Rasmus Bøgh Wallin ‏    |                        |

| Bahrain Victorious TBV | Bahrain Victorious TBV | Bahrain Victorious TBV |
| ---------------------- | ---------------------- | ---------------------- |
| م                      | عداء                   | مرتبة                  |
| 71                     | Max van der Meulen ‏    |                        |
| 72                     | Alberto Bruttomesso ‏   |                        |
| 73                     | Nicolò Buratti ‏        |                        |
| 74                     | Žak Eržen ‏             |                        |
| 75                     | Rainer Kepplinger ‏     |                        |
| 76                     | أندريا باسكولون        |                        |
| 77                     | أوليفر ستوكويل ‏        |                        |

| XDS Astana Team XAT | XDS Astana Team XAT  | XDS Astana Team XAT |
| ------------------- | -------------------- | ------------------- |
| م                   | عداء                 | مرتبة               |
| 81                  | Yevgeniy Fedorov ‏    |                     |
| 82                  | Pierre-Henry Basset ‏ |                     |
| 83                  | Lev Gonov ‏           |                     |
| 84                  | Anton Kuzmin ‏        |                     |
| 85                  | Alessandro Romele ‏   |                     |
| 86                  | Alexander Winokurow  |                     |
| 87                  | Nicolas Vinokurov ‏   |                     |

| Equipo Kern Pharma ‏ EKP | Equipo Kern Pharma ‏ EKP | Equipo Kern Pharma ‏ EKP |
| ----------------------- | ----------------------- | ----------------------- |
| م                       | عداء                    | مرتبة                   |
| 91                      | Unai Iribar ‏            |                         |
| 92                      | Ibai Azanza ‏            |                         |
| 93                      | Hugo Aznar ‏             |                         |
| 94                      | Marc Brustenga ‏         |                         |
| 95                      | ESP                     |                         |
| 96                      | Iñigo Elosegui ‏         |                         |
| 97                      | Diego Uriarte ‏          |                         |

| Team TotalEnergies TEN | Team TotalEnergies TEN | Team TotalEnergies TEN |
| ---------------------- | ---------------------- | ---------------------- |
| م                      | عداء                   | مرتبة                  |
| 101                    | Jordan Jegat ‏          |                        |
| 102                    | Lucas Boniface ‏        |                        |
| 103                    | Florian Dauphin ‏       |                        |
| 104                    | Joris Delbove ‏         |                        |
| 105                    | Fabien Grellier ‏       |                        |
| 106                    | صموئيل لورو ‏           |                        |
| 107                    | Nicola Marcerou ‏       |                        |

| كاجا رورال-سيغوروس ‏ CJR | كاجا رورال-سيغوروس ‏ CJR | كاجا رورال-سيغوروس ‏ CJR |
| ----------------------- | ----------------------- | ----------------------- |
| م                       | عداء                    | مرتبة                   |
| 111                     | Abner González ‏         |                         |
| 112                     | Daniel Babor ‏           |                         |
| 113                     | ESP                     |                         |
| 114                     | Sergi Darder ‏           |                         |
| 115                     | Javier Ibañez ‏          |                         |
| 116                     | Calum Johnston ‏         |                         |
| 117                     | Gorka Sorarrain ‏        |                         |

| فريق السعودية لسباق الدراجات‏ KSA | فريق السعودية لسباق الدراجات‏ KSA | فريق السعودية لسباق الدراجات‏ KSA |
| -------------------------------- | -------------------------------- | -------------------------------- |
| م                                | عداء                             | مرتبة                            |
| 121                              | Ali Al Shaikhahmed‏               |                                  |
| 122                              | Azzam Alabdulmunim‏               |                                  |
| 124                              | (Wikidata:Q851)                  | لم يكمل السباق-4                 |
| 125                              | Alhur Alkulaif‏                   |                                  |

| JCL Team Ukyo ‏ JCL | JCL Team Ukyo ‏ JCL         | JCL Team Ukyo ‏ JCL |
| ------------------ | -------------------------- | ------------------ |
| م                  | عداء                       | مرتبة              |
| 131                | مارينو كوباياشي            |                    |
| 132                | Andrea d' Amato ‏           |                    |
| 133                | Alessandro Fancellu ‏       |                    |
| 134                | Nicolò Garibbo ‏            |                    |
| 135                | Yūma Koishi ‏               |                    |
| 136                | Simone Raccani ‏            |                    |
| 137                | Masaki Yamamoto (cyclist) ‏ |                    |

| تيرينجانو سايكلنج تيم ‏ TSG | تيرينجانو سايكلنج تيم ‏ TSG         | تيرينجانو سايكلنج تيم ‏ TSG |
| -------------------------- | ---------------------------------- | -------------------------- |
| م                          | عداء                               | مرتبة                      |
| 141                        | Nur Aiman Mohd Zariff ‏             |                            |
| 142                        | Muhammad Shahmir Aiman Abdul Halim‏ |                            |
| 143                        | ماتياس بريجنهوج ‏                   |                            |
| 144                        | Aiman Cahyadi ‏                     |                            |
| 145                        | Stefan de Bod ‏                     |                            |
| 146                        | Metkel Eyob ‏                       |                            |

| Roojai Insurance (cycling team) ‏ ROI | Roojai Insurance (cycling team) ‏ ROI | Roojai Insurance (cycling team) ‏ ROI |
| ------------------------------------ | ------------------------------------ | ------------------------------------ |
| م                                    | عداء                                 | مرتبة                                |
| 151                                  | Blake Quick ‏                         |                                      |
| 152                                  | Dylan Hopkins ‏                       |                                      |
| 153                                  | Andreas Miltiadis ‏                   |                                      |
| 155                                  | كان ريتشاردز ‏                        |                                      |
| 157                                  | Kongphob Thimachai‏                   |                                      |

| بنجوال باوليز ساوكس دبليو بي ‏ WB2 | بنجوال باوليز ساوكس دبليو بي ‏ WB2 | بنجوال باوليز ساوكس دبليو بي ‏ WB2 |
| --------------------------------- | --------------------------------- | --------------------------------- |
| م                                 | عداء                              | مرتبة                             |
| 161                               | Cériel Desal ‏                     |                                   |
| 162                               | بيير باربييه                      |                                   |
| 163                               | Henri-François Haquin ‏            |                                   |
| 164                               | Jens Reynders ‏                    |                                   |
| 165                               | Leander Van Hautegem ‏             |                                   |
| 166                               | Kenneth Van Rooy ‏                 |                                   |
| 167                               | ساشا ويميس                        |                                   |

| Team Jayco AlUla JAY | Team Jayco AlUla JAY   | Team Jayco AlUla JAY |
| -------------------- | ---------------------- | -------------------- |
| م                    | عداء                   | مرتبة                |
| 1                    | ديلان جروينويغن (طريق) |                      |
| 2                    | إدوارد دنبر            |                      |
| 3                    | باتريك غامبر           |                      |
| 4                    | Alan Hatherly ‏         |                      |
| 5                    | لوكا ميزجيك            |                      |
| 6                    | Elmar Reinders ‏        |                      |
| 7                    | ماكس والشيد            |                      |

| Soudal Quick-Step SOQ | Soudal Quick-Step SOQ | Soudal Quick-Step SOQ |
| --------------------- | --------------------- | --------------------- |
| م                     | عداء                  | مرتبة                 |
| 11                    | تيم ميرلير (طريق)     |                       |
| 12                    | Ayco Bastiaens ‏       |                       |
| 13                    | توماس بسنتي ‏          |                       |
| 14                    | Warre Vangheluwe ‏     |                       |
| 15                    | Bert Van Lerberghe ‏   |                       |
| 16                    | Jonathan Vervenne ‏    |                       |
| 17                    | Jordi Warlop ‏         |                       |

| UAE Team Emirates XRG UAD | UAE Team Emirates XRG UAD | UAE Team Emirates XRG UAD |
| ------------------------- | ------------------------- | ------------------------- |
| م                         | عداء                      | مرتبة                     |
| 21                        | رافال مايكا               |                           |
| 22                        | إيفو أوليفيرا             |                           |
| 23                        | ميكيل بيرج                |                           |
| 24                        | خوان سباستيان مولانو      |                           |
| 25                        | Adrià Pericas ‏            |                           |
| 26                        | Anže Ravbar‏               |                           |
| 27                        | Gibbe Staes‏               | لم يبدأ-3                 |

| فريق الدراجات Q36.5 ‏ Q36 | فريق الدراجات Q36.5 ‏ Q36 | فريق الدراجات Q36.5 ‏ Q36 |
| ------------------------ | ------------------------ | ------------------------ |
| م                        | عداء                     | مرتبة                    |
| 31                       | توم بيدكوك               |                          |
| 32                       | Xabier Azparren ‏         |                          |
| 33                       | فريدريك فريزون           |                          |
| 34                       | Emīls Liepiņš ‏           |                          |
| 35                       | ماتيو موشيتي             |                          |
| 36                       | Nicolò Parisini ‏         |                          |
| 37                       | Nickolas Zukowsky ‏       |                          |

| سويس ريسينغ أكادمي ‏ TUD | سويس ريسينغ أكادمي ‏ TUD   | سويس ريسينغ أكادمي ‏ TUD |
| ----------------------- | ------------------------- | ----------------------- |
| م                       | عداء                      | مرتبة                   |
| 41                      | أرفيد دي كلاين ‏           |                         |
| 42                      | Sebastian Kolze Changizi ‏ |                         |
| 43                      | Aivaras Mikutis ‏          |                         |
| 44                      | Roland Thalmann ‏          |                         |
| 45                      | Yannis Voisard ‏           |                         |
| 46                      | Maikel Zijlaard ‏          |                         |

| Team Picnic-PostNL TPP | Team Picnic-PostNL TPP | Team Picnic-PostNL TPP |
| ---------------------- | ---------------------- | ---------------------- |
| م                      | عداء                   | مرتبة                  |
| 51                     | فابيو جاكوبسن          |                        |
| 52                     | جون ديجينكولب          |                        |
| 53                     | Nils Eekhoff ‏          | لم يكمل السباق-3       |
| 54                     | Enzo Leijnse ‏          |                        |
| 55                     | Niklas Märkl ‏          |                        |
| 56                     | فرانك فان دن بروك ‏     |                        |
| 57                     | Casper van Uden ‏       |                        |

| أونو-إكس موبيليتي ‏ UXM | أونو-إكس موبيليتي ‏ UXM | أونو-إكس موبيليتي ‏ UXM |
| ---------------------- | ---------------------- | ---------------------- |
| م                      | عداء                   | مرتبة                  |
| 61                     | ألكسندر كريستوف        |                        |
| 62                     | جوناس إبراهمسين ‏       |                        |
| 63                     | Fredrik Dversnes ‏      |                        |
| 64                     | Ådne Holter ‏           |                        |
| 65                     | يوهانس كولسيت ‏         |                        |
| 66                     | Magnus Kulset ‏         |                        |
| 67                     | Rasmus Bøgh Wallin ‏    |                        |

| Bahrain Victorious TBV | Bahrain Victorious TBV | Bahrain Victorious TBV |
| ---------------------- | ---------------------- | ---------------------- |
| م                      | عداء                   | مرتبة                  |
| 71                     | Max van der Meulen ‏    |                        |
| 72                     | Alberto Bruttomesso ‏   |                        |
| 73                     | Nicolò Buratti ‏        |                        |
| 74                     | Žak Eržen ‏             |                        |
| 75                     | Rainer Kepplinger ‏     |                        |
| 76                     | أندريا باسكولون        |                        |
| 77                     | أوليفر ستوكويل ‏        |                        |

| XDS Astana Team XAT | XDS Astana Team XAT  | XDS Astana Team XAT |
| ------------------- | -------------------- | ------------------- |
| م                   | عداء                 | مرتبة               |
| 81                  | Yevgeniy Fedorov ‏    |                     |
| 82                  | Pierre-Henry Basset ‏ |                     |
| 83                  | Lev Gonov ‏           |                     |
| 84                  | Anton Kuzmin ‏        |                     |
| 85                  | Alessandro Romele ‏   |                     |
| 86                  | Alexander Winokurow  |                     |
| 87                  | Nicolas Vinokurov ‏   |                     |

| Equipo Kern Pharma ‏ EKP | Equipo Kern Pharma ‏ EKP | Equipo Kern Pharma ‏ EKP |
| ----------------------- | ----------------------- | ----------------------- |
| م                       | عداء                    | مرتبة                   |
| 91                      | Unai Iribar ‏            |                         |
| 92                      | Ibai Azanza ‏            |                         |
| 93                      | Hugo Aznar ‏             |                         |
| 94                      | Marc Brustenga ‏         |                         |
| 95                      | ESP                     |                         |
| 96                      | Iñigo Elosegui ‏         |                         |
| 97                      | Diego Uriarte ‏          |                         |

| Team TotalEnergies TEN | Team TotalEnergies TEN | Team TotalEnergies TEN |
| ---------------------- | ---------------------- | ---------------------- |
| م                      | عداء                   | مرتبة                  |
| 101                    | Jordan Jegat ‏          |                        |
| 102                    | Lucas Boniface ‏        |                        |
| 103                    | Florian Dauphin ‏       |                        |
| 104                    | Joris Delbove ‏         |                        |
| 105                    | Fabien Grellier ‏       |                        |
| 106                    | صموئيل لورو ‏           |                        |
| 107                    | Nicola Marcerou ‏       |                        |

| كاجا رورال-سيغوروس ‏ CJR | كاجا رورال-سيغوروس ‏ CJR | كاجا رورال-سيغوروس ‏ CJR |
| ----------------------- | ----------------------- | ----------------------- |
| م                       | عداء                    | مرتبة                   |
| 111                     | Abner González ‏         |                         |
| 112                     | Daniel Babor ‏           |                         |
| 113                     | ESP                     |                         |
| 114                     | Sergi Darder ‏           |                         |
| 115                     | Javier Ibañez ‏          |                         |
| 116                     | Calum Johnston ‏         |                         |
| 117                     | Gorka Sorarrain ‏        |                         |

| فريق السعودية لسباق الدراجات‏ KSA | فريق السعودية لسباق الدراجات‏ KSA | فريق السعودية لسباق الدراجات‏ KSA |
| -------------------------------- | -------------------------------- | -------------------------------- |
| م                                | عداء                             | مرتبة                            |
| 121                              | Ali Al Shaikhahmed‏               |                                  |
| 122                              | Azzam Alabdulmunim‏               |                                  |
| 124                              | (Wikidata:Q851)                  | لم يكمل السباق-4                 |
| 125                              | Alhur Alkulaif‏                   |                                  |

| JCL Team Ukyo ‏ JCL | JCL Team Ukyo ‏ JCL         | JCL Team Ukyo ‏ JCL |
| ------------------ | -------------------------- | ------------------ |
| م                  | عداء                       | مرتبة              |
| 131                | مارينو كوباياشي            |                    |
| 132                | Andrea d' Amato ‏           |                    |
| 133                | Alessandro Fancellu ‏       |                    |
| 134                | Nicolò Garibbo ‏            |                    |
| 135                | Yūma Koishi ‏               |                    |
| 136                | Simone Raccani ‏            |                    |
| 137                | Masaki Yamamoto (cyclist) ‏ |                    |

| تيرينجانو سايكلنج تيم ‏ TSG | تيرينجانو سايكلنج تيم ‏ TSG         | تيرينجانو سايكلنج تيم ‏ TSG |
| -------------------------- | ---------------------------------- | -------------------------- |
| م                          | عداء                               | مرتبة                      |
| 141                        | Nur Aiman Mohd Zariff ‏             |                            |
| 142                        | Muhammad Shahmir Aiman Abdul Halim‏ |                            |
| 143                        | ماتياس بريجنهوج ‏                   |                            |
| 144                        | Aiman Cahyadi ‏                     |                            |
| 145                        | Stefan de Bod ‏                     |                            |
| 146                        | Metkel Eyob ‏                       |                            |

| Roojai Insurance (cycling team) ‏ ROI | Roojai Insurance (cycling team) ‏ ROI | Roojai Insurance (cycling team) ‏ ROI |
| ------------------------------------ | ------------------------------------ | ------------------------------------ |
| م                                    | عداء                                 | مرتبة                                |
| 151                                  | Blake Quick ‏                         |                                      |
| 152                                  | Dylan Hopkins ‏                       |                                      |
| 153                                  | Andreas Miltiadis ‏                   |                                      |
| 155                                  | كان ريتشاردز ‏                        |                                      |
| 157                                  | Kongphob Thimachai‏                   |                                      |

| بنجوال باوليز ساوكس دبليو بي ‏ WB2 | بنجوال باوليز ساوكس دبليو بي ‏ WB2 | بنجوال باوليز ساوكس دبليو بي ‏ WB2 |
| --------------------------------- | --------------------------------- | --------------------------------- |
| م                                 | عداء                              | مرتبة                             |
| 161                               | Cériel Desal ‏                     |                                   |
| 162                               | بيير باربييه                      |                                   |
| 163                               | Henri-François Haquin ‏            |                                   |
| 164                               | Jens Reynders ‏                    |                                   |
| 165                               | Leander Van Hautegem ‏             |                                   |
| 166                               | Kenneth Van Rooy ‏                 |                                   |
| 167                               | ساشا ويميس                        |                                   |

## التصنيف العام النهائي
| التصنيف العام | التصنيف العام        | التصنيف العام             | التصنيف العام  | التصنيف العام |
| العداء        | العداء               | الفريق                    | الوقت          |               |
| ------------- | -------------------- | ------------------------- | -------------- | ------------- |
| 1             | توم بيدكوك           | فريق الدراجات Q36.5 ‏      | 17 س 26 د 25 ث |               |
| 2             | Fredrik Dversnes ‏    | أونو اكس برو سايكلنج تيم ‏ | + 1 د 09 ث     |               |
| 3             | يوهانس كولسيت ‏       | أونو اكس برو سايكلنج تيم ‏ | + 1 د 12 ث     |               |
| 4             | Ådne Holter ‏         | أونو اكس برو سايكلنج تيم ‏ | + 1 د 22 ث     |               |
| 5             | Rainer Kepplinger ‏   | Bahrain Victorious        | + 1 د 23 ث     |               |
| 6             | Alan Hatherly ‏       | Team Jayco AlUla          | + 1 د 26 ث     |               |
| 7             | فرانك فان دن بروك ‏   | Team Picnic-PostNL        | + 1 د 26 ث     |               |
| 8             | Alessandro Fancellu ‏ | JCL Team Ukyo ‏            | + 1 د 39 ث     |               |
| 9             | Diego Uriarte ‏       | Equipo Kern Pharma ‏       | + 1 د 51 ث     |               |
| 10            | Jordan Jegat ‏        | Team TotalEnergies        | + 1 د 58 ث     |               |
|               |                      |                           |                |               |
|               |                      |                           |                |               |

### تصنيف النقاط
| تصنيف النقاط | تصنيف النقاط         | تصنيف النقاط          | تصنيف النقاط | تصنيف النقاط |
| العداء       | العداء               | الفريق                | النقاط       |              |
| ------------ | -------------------- | --------------------- | ------------ | ------------ |
| 1            | توم بيدكوك           | فريق الدراجات Q36.5 ‏  | 30 نقطة      |              |
| 2            | تيم ميرلير           | Soudal Quick-Step     | 30 نقطة      |              |
| 3            | خوان سباستيان مولانو | UAE Team Emirates XRG | 30 نقطة      |              |
| 4            | ديلان جروينويغن      | Team Jayco AlUla      | 30 نقطة      |              |
| 5            | ماتيو موشيتي         | فريق الدراجات Q36.5 ‏  | 29 نقطة      |              |
|              |                      |                       |              |              |
|              |                      |                       |              |              |

## تصنيف الفرق

### الفرق حسب الوقت
| تصنيف الفرق حسب الوقت | تصنيف الفرق حسب الوقت     | تصنيف الفرق حسب الوقت | تصنيف الفرق حسب الوقت |
| الفريق                | الفريق                    | الوقت                 |                       |
| --------------------- | ------------------------- | --------------------- | --------------------- |
| 1                     | أونو اكس برو سايكلنج تيم ‏ | 52 س 23 د 04 ث        |                       |
| 2                     | Bahrain-Victorious        | + 2 د 26 ث            |                       |
| 3                     | Equipo Kern Pharma ‏       | + 2 د 26 ث            |                       |
| 4                     | UAE Team Emirates XRG     | + 2 د 27 ث            |                       |
| 5                     | Team TotalEnergies        | + 4 د 05 ث            |                       |
|                       |                           |                       |                       |
|                       |                           |                       |                       |

## تصانيف فرعية

### تصنيف أفضل شاب
| تصنيف أفضل شاب | تصنيف أفضل شاب       | تصنيف أفضل شاب            | تصنيف أفضل شاب | تصنيف أفضل شاب |
| العداء         | العداء               | الفريق                    | الوقت          |                |
| -------------- | -------------------- | ------------------------- | -------------- | -------------- |
| 1              | يوهانس كولسيت ‏       | أونو اكس برو سايكلنج تيم ‏ | 17 س 27 د 37 ث |                |
| 2              | Ådne Holter ‏         | أونو اكس برو سايكلنج تيم ‏ | + 10 ث         |                |
| 3              | فرانك فان دن بروك ‏   | Team Picnic-PostNL        | + 14 ث         |                |
| 4              | Alessandro Fancellu ‏ | JCL Team Ukyo ‏            | + 27 ث         |                |
| 5              | Diego Uriarte ‏       | Equipo Kern Pharma ‏       | + 39 ث         |                |
|                |                      |                           |                |                |
|                |                      |                           |                |                |